# Mayna
Mayna é um género botânico, pertencente à família Achariaceae.

## Espécies
Apresenta 34 espécies:
| - Mayna amazoni - Mayna apeibaefolia - Mayna brasiliensis - Mayna cerejica - Mayna denticulata - Mayna echinata - Mayna glomerata - Mayna grandiflora - Mayna grandifolia - Mayna hystricina - Mayna integrifolia - Mayna latifolia | - Mayna laurina - Mayna laxiflora - Mayna linguifolia - Mayna longicuspis - Mayna longifolia - Mayna micranthera - Mayna microphylla - Mayna muricida - Mayna nitida - Mayna odorata - Mayna ovata | - Mayna pacifica - Mayna paludosa - Mayna parvifolia - Mayna pauciflora - Mayna pubescens - Mayna ramosii - Mayna sericea - Mayna suaveolens - Mayna toxica - Mayna vernicosa - Mayna zuliana - Mayna zeldantesca |